# جورج سوليفان (فنان قتال مختلط)
جورج سوليفان (بالإنجليزية: George Sullivan) هو فنان قتال مختلط أمريكي، ولد في 13 مارس 1981 في ريد بانك (نيوجيرسي) في الولايات المتحدة.

## وصلات خارجية
- جورج سوليفان على موقع يو إف سي (الإنجليزية)
- جورج سوليفان على موقع شيردوغ (الإنجليزية)
- جورج سوليفان على موقع IMDb (الإنجليزية)